# Kamešnica (montagne)
Pour l’article homonyme, voir Kamešnica.
Le Kamešnica est une montagne située en Bosnie-Herzégovine. C’est une extension du mont Dinara. Son point culminant à 1 855 m se nomme Konj. Par beau temps, des îles de la mer Adriatique peuvent être aperçues. Les sommets sont recouverts de neige 6 à 7 mois sur l’année.